# Aporophyla ingenua
Aporophyla ingenua là một loài bướm đêm trong họ Noctuidae.